# Hallescher Weihnachtsmarkt

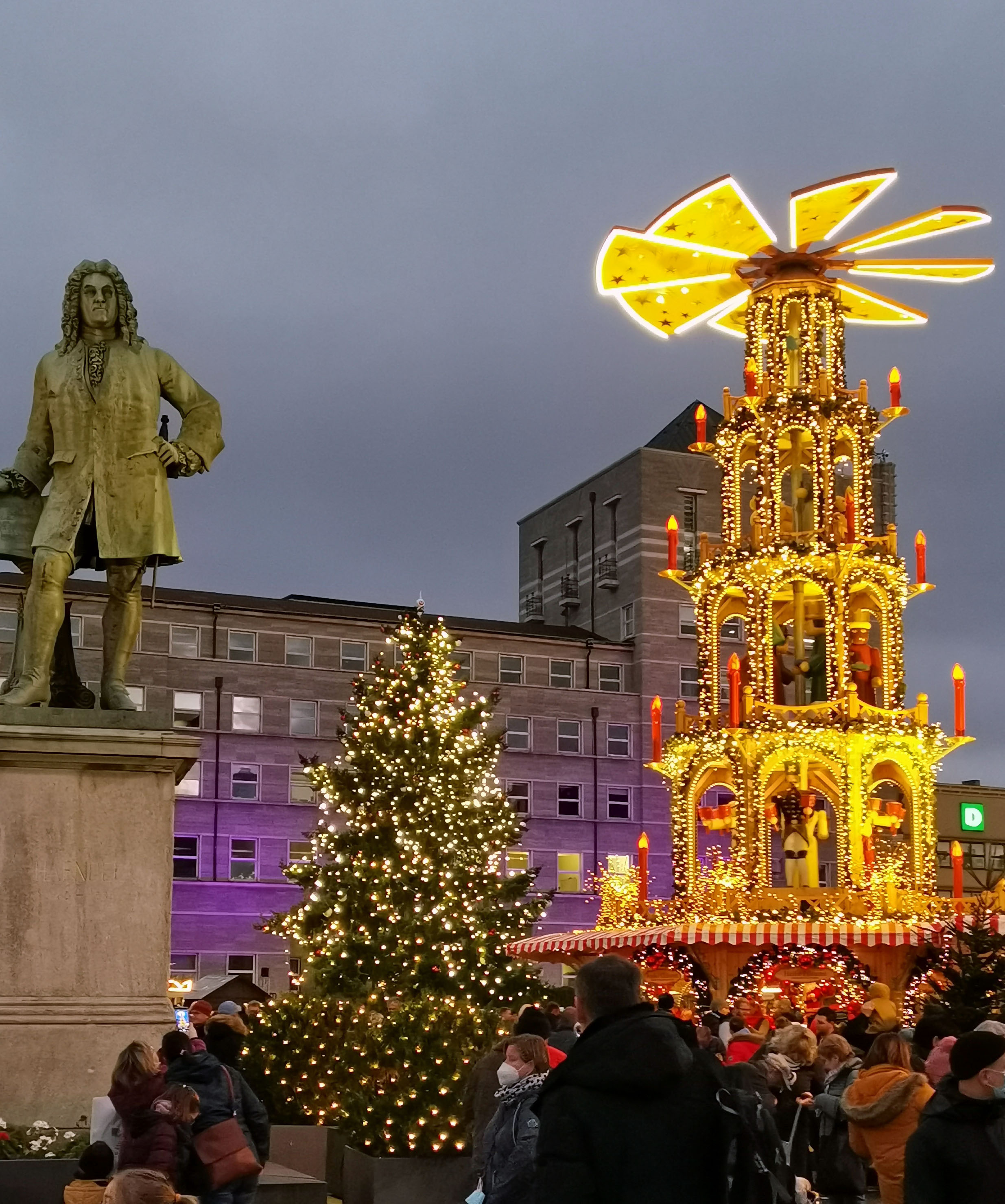
Weihnachtsmarkt in Halle 2021

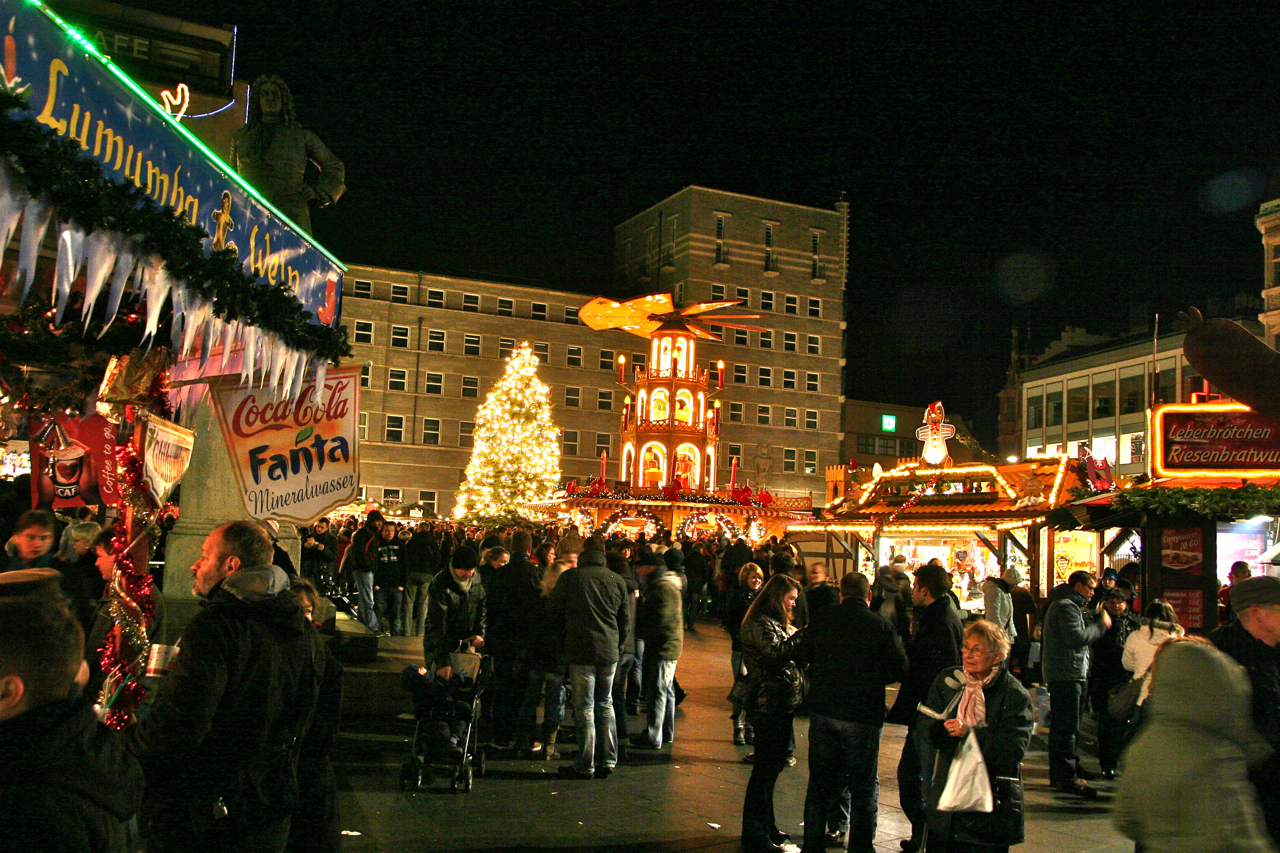
Marktplatz beim Weihnachtsmarkt in Halle 2011, Blick Richtung Osten

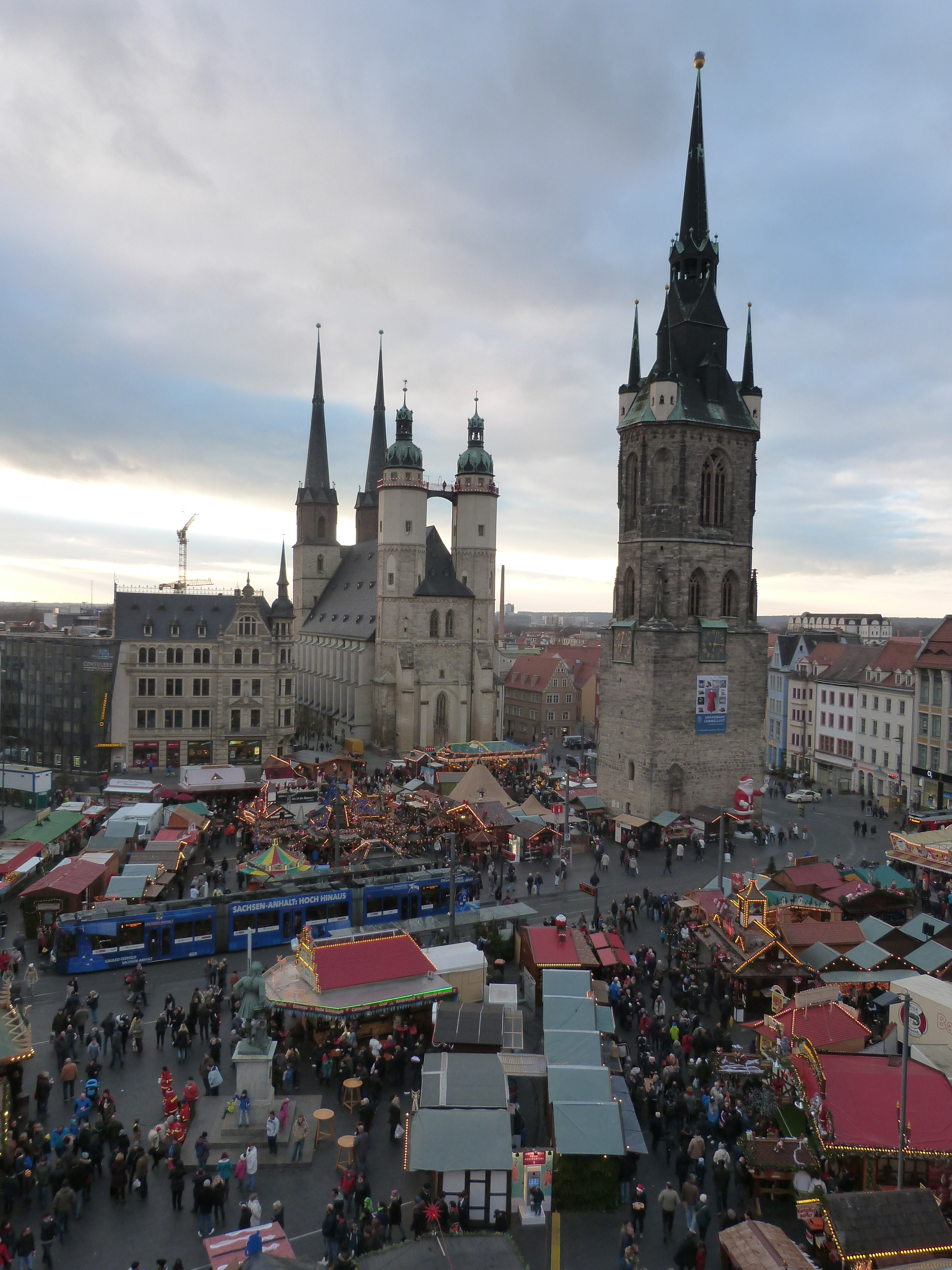
Marktplatz beim Weihnachtsmarkt in Halle 2015, Blick Richtung Westen

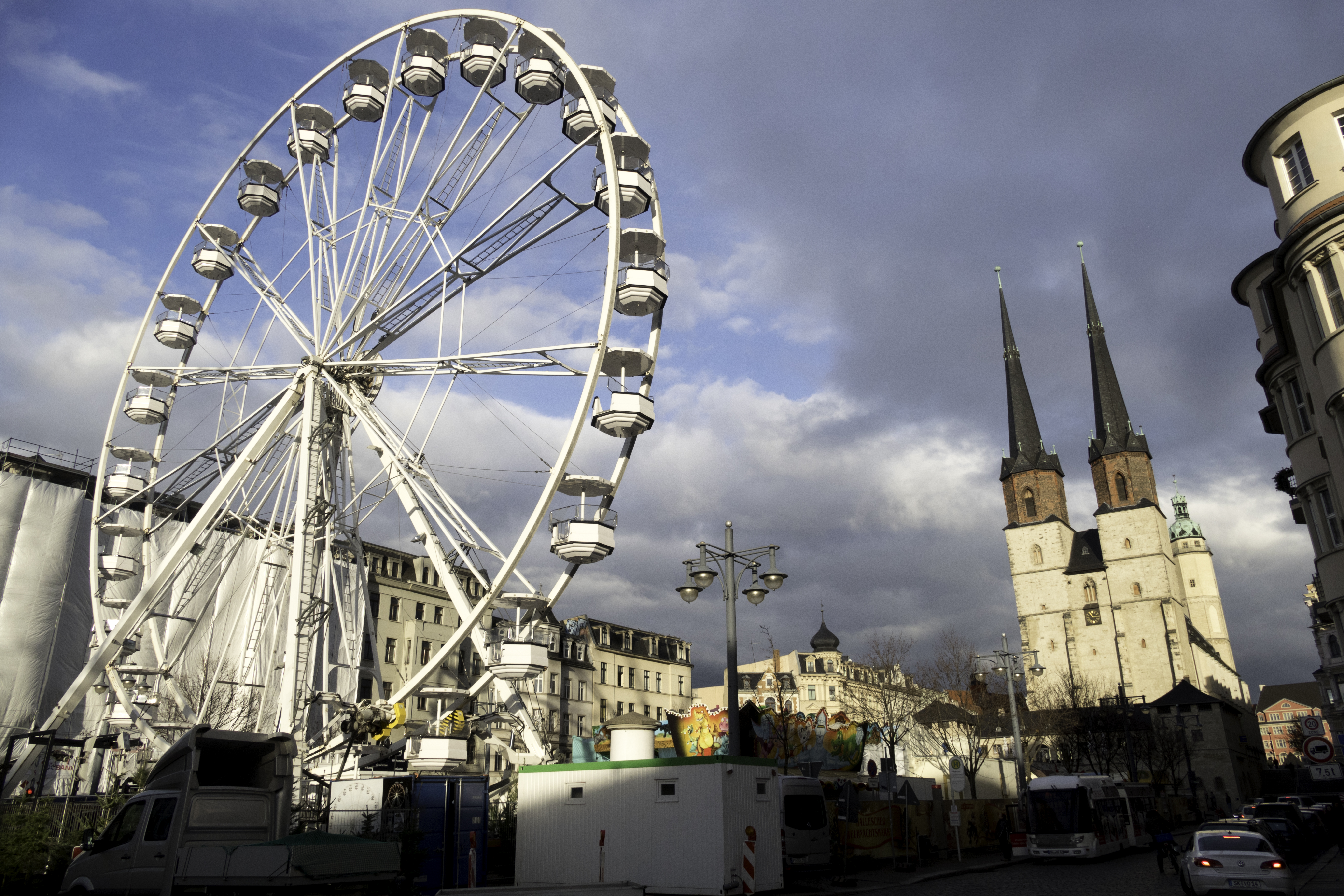
Riesenrad auf dem Hallmarkt 2015

Der Hallesche Weihnachtsmarkt findet jedes Jahr in der sachsen-anhaltischen Stadt Halle (Saale) auf dem Marktplatz, dem Hallmarkt, dem Domplatz sowie in der Steinstraße vor der Kulisse der Marktkirche Unser Lieben Frauen, der Konzerthalle St.-Ulrich-Kirche, der Neuen Residenz und des Halleschen Doms statt. Er gehört zu den ältesten Weihnachtsmärkten in Deutschland. Der hallesche Weihnachtsmarkt beginnt am Dienstag nach dem Totensonntag und dauert bis zum 23. Dezember. An den Weihnachtsmarkt schließt sich ab dem 26. Dezember bis in die erste Januarwoche des folgenden Jahres der Wintermarkt an. Etwa 6000 Menschen besuchen täglich die bis zu knapp 130 Stände auf dem Weihnachtsmarkt.

## Geschichte
Der Hallesche Weihnachtsmarkt geht auf die seit dem Beginn des Spätmittelalters im 13. Jahrhundert in der Saalestadt abgehaltenen Neujahrsmärkte zurück. Im Jahr 1464 erteilte Kaiser Friedrich III. das Privileg für einen „hallischen Neujahrsmarkt“, der, zusammen mit den damaligen drei Leipziger Märkten, als Vorläufer der Leipziger Messe gilt. Leipzig erhielt zwei Jahre später im Januar 1466 ebenfalls ein Privileg von Kaiser Friedrich III. für einen eigenen Neujahrsmarkt. Dies führte zu einer stärker werdenden Rivalität der beiden konkurrierenden mittelalterlichen Handelszentren, die 1469 einen vorläufigen Höhepunkt erreichte, als im Mai 1469 Halle das Recht für seinen Neujahrsmarkt weiterhin erteilt und es Leipzig von Kaiser Friedrich III. wieder entzogen wurde. Drei Monate später im August 1469 entzog Kaiser Friedrich III. Halle das Privileg und erteilte es Leipzig. Im Folgejahr 1470 wurde schließlich ein Privileg für die Neujahrsmärkte an beide Städte erteilt und damit geregelt, dass zunächst der Neujahrsmarkt in Leipzig und anschließend der Neujahrsmarkt in Halle abgehalten werden durfte. Ab dem 18. Jahrhundert entwickelte sich der Markt zu einem vorweihnachtlichen Brauch und ist seit 1833 erstmals schriftlich als Christmarkt auf dem Marktplatz nachgewiesen, auf dem er bis heute stattfindet. Zu dieser Zeit fand der Markt jährlich zwischen dem 14. und 24. Dezember statt und es waren Kaufleute, Händler und Handwerker wie beispielsweise Nürnberger Lebkuchen- und Spielzeugverkäufer, schlesische Hausrathändler oder Tiroler Kaufleute am Markt beteiligt. Neben den weit angereisten Händlern boten auch Händler aus den benachbarten Städten wie Dessau, Weißenfels oder Naumburg ihre Waren auf dem halleschen Markt an. Zwischenzeitlich war der Weihnachtsmarkt nur Händlern aus Halle vorbehalten, wogegen beispielsweise 1828 die Bezirksregierung Merseburg unter Gustav von Brenn Einspruch erhob. Im Jahr 1839 wurde die Abschaffung des Markts gefordert und ab 1849 regelte eine Marktordnung, dass keine auswärtigen Händler mehr ihre Waren anbieten durften und die halleschen Händler ein exklusives Verkaufsrecht erhielten. Nachdem der Weihnachtsmarkt zunächst primär dem Handel diente, entwickelte er sich ab Anfang des 20. Jahrhunderts auch zum Vergnügungsmarkt. Das Aufstellen eines Weihnachtsbaums auf dem Marktplatz wurde erst ab diesem Zeitpunkt zur Tradition. Der erste Weihnachtsbaum wurde am 13. Dezember 1926 auf dem Weihnachtsmarkt aufgestellt, was anfangs noch zu Menschenaufläufen und Verkehrsbehinderungen führte. Die Beliebtheit des halleschen Weihnachtsmarktes führte dazu, dass dieser vom Marktplatz später auf die gesamte Innenstadt erweitert wurde. Zunächst wurde der Hallmarkt einbezogen und später erstreckte er sich bis zum Leipziger Turm, in die Große Ulrichstraße und in die Große Steinstraße.
Seit 2008 sind die Rentiere Finni und Rudi die Maskottchen des halleschen Weihnachtsmarkts. Besucher der Wintermarktes können nach Weihnachten Geschenke abgeben und umtauschen. Übrig gebliebene Geschenke werden für die Aktion „Die Sternsinger“ des Kindermissionswerkes versteigert.
Neben dem Weihnachtsmarkt auf dem Marktplatz gibt es unter anderem noch folgende weitere Advents- und Weihnachtsmärkte im Stadtgebiet:
- Halles kleinster Weihnachtsmarkt, Große Ulrichstraße
- Weihnachtsmarkt am Peißnitzhaus, Peißnitzinsel
- Frohe Zukunft Weihnachtsmarkt, Große Steinstraße
- Kröllwitzer Weihnachtsmarkt, Kröllwitzer Straße
- Weihnachtsmarkt der Halleschen Behindertenwerkstätten e. V., Blumenauweg
- Büschdorfer Weihnachtsmarkt, Franz-Maye-Straße
- Advent in der Schwemme, An der Schwemme
- Adventsmarkt in Trotha, Saalestraße
- Advent im Domhof, Domplatz
- Weihnachtsmarkt auf dem Campus der Burg Giebichenstein Kunsthochschule Halle, Neuwerk 7
- Adventsmarkt am Kaulenberg, Kaulenberg
- Last-Minute-Weihnachtsmarkt in der Moritzburg

## Kulinarisches
Neben den lokalen Speiseangeboten wie beispielsweise gebratener Leber mit Zwiebeln oder Grünkohl mit Kassler, Bregenwurst oder Knacker findet man ebenso internationale Spezialitäten, wie zum Beispiel Flammlachs und Glögi aus Halles Partnerstadt Oulu. Ebenfalls beliebt ist die traditionelle Glühweinkultur, die in mehr als 20 Glühweinhütten gelebt wird.

## Attraktionen
Auf dem Marktplatz befinden sich verschiedene Kinderfahrgeschäfte und eine umweltfreundliche Synthetik-Eislauf- und Eisstockbahn, die ohne Strom und Wasser betrieben wird sowie das finnische Dorf „Arctic Village“ mit einer etwa 7 Meter hohen Kote und kulinarischen Spezialitäten aus Halles Partnerstadt Oulu. Die Erwachsenenfahrgeschäfte und Schaustellerbuden sowie ein Riesenrad und eine Kindermärchenpagode finden sich auf dem Hallmarkt.
Die Weihnachtskrippe auf dem Marktplatz wird von etwa 25 Künstlern, mehr als 15 Kindergärten sowie verschiedenen halleschen Puppenspielern programmatisch betreut. Rund um den Eselsbrunnen auf dem Alten Markt gibt es ein weihnachtliches Programm für Kinder mit einer traditionellen Märchengasse und Märchenwald, Theater und Puppenspiel sowie Märchenquiz.
Während des Weihnachtsmarkts findet das lange Wochenende der Chormusik zur Adventszeit im halleschen Dom statt. Über fünf Tage tragen verschiedene Chöre und Ensembles Musik aus verschiedenen Epochen vor. Ebenfalls gibt es im Rahmen des Weihnachtsmarkts eine Weihnachtsausstellung im Innenhof der Neuen Residenz.
Die musikalische Umrahmung des Weihnachtsmarkts wird seit 2016 vom Radiosender MDR Kultur des Mitteldeutschen Rundfunks übernommen. Zum Abschluss der Adventskonzerte spielen hallesche Carillonneure an den Adventssonntagen Carillonkonzerte in Europas größtem Glockenspiel im Roten Turm.

## Trivia
Mit dem Aufkommen des Rock ’n’ Roll in Europa und später auch in der DDR kam es im Dezember 1958 auf dem halleschen Weihnachtsmarkt zu gewalttätigen Ausschreitungen zwischen etwa 300 Jugendlichen und der Volkspolizei, was die strafrechtliche Verfolgung dieser bis dahin in der DDR unbekannten Subkultur zur Folge hatte.